# Insensible
《Insensible》은 대한민국의 작곡가 겸 가수 윤상의 EP 음반이다.

## 앨범
윤상의 EP 《Renacimiento》가 발표된 지 1년여 후에 발매되었다. 수록곡 〈언제나 그랬듯이〉의 뮤직비디오에는 훗날 윤상의 아내가 되는 심혜진이 출연했고, 〈마지막 거짓말〉에는 배우 이나영이 출연했다. 타이틀에 대해서 그는 "다들 화려하게 꾸미느라고 바쁜 대중음악계의 흐름 속에서 그런 것에 무감각하게 내 갈 길을 가야겠다는 뜻으로 'Insensible'이라는 제목을 붙였다"라고 밝혔다.

## 수록곡
전체 작사: 박창학. 전체 작곡: 윤상
| #  | 제목                             | 편곡          | 재생 시간 |
| -- | -------------------------------- | ------------- | --------- |
| 1. | 〈언제나 그랬듯이〉              | 윤상          | 4:46      |
| 2. | 〈마지막 거짓말〉                | 윤상          | 4:52      |
| 3. | 〈악몽〉                         | 윤상          | 5:14      |
| 4. | 〈기념사진〉                     | 윤상          | 3:22      |
| 5. | 〈마지막 거짓말 (MK’s Version)〉 | Makoto Kuriya | 4:42      |
| 6. | 〈Insensible〉                   | 윤상          | 5:03      |

## 참여
이 목록은 해당 앨범의 부클릿 〈staff〉목록에서 발췌하였다.
- 박창학 - 프로듀서
- 고현정(드림팩토리 스튜디오) - 녹음(1~4, 6)
  - hiroyuki yoshimitsu(sound alive studio) - 녹음(5)
- 이동녁, 박혁 - 보조 기술
- 임창덕 - 믹싱, 마스터링
- 서상환 - 마스터링
- 드림 팩토리 스튜디오 - 녹음, 믹싱 스튜디오
- 소닉 코리아 - 마스터링 스튜디오
- 이강현 - 디자인
- DMR - 제조